# جامعة محمد الشريف مساعدية (الجزائر)
جامعة محمد الشريف مساعدية (لغة فرنسية: (Université Mohamed-Chérif Messaadia Souk Ahras) ( لغة امازيغية : ⵜⴰⵙⴷⴰⵡⵉⵜ ⵎⵓⵃⵎⵎⴰⴷ ⵛⴰⵔⵉⴼ ⵎⵓⵙⴰⴷⵉⵢⴰ - ⵙⵓⴽ ⴰⵀⵔⴰⵙ) هي جامعة بولاية سوق أهراس الجزائرية.

## تاريخ
تأسست الجامعة سنة 1998 كمركز تابع لجامعة باجي مختار عنابة، ثم أصبحت ذات طابع علمي وثقافي ومهني يتمتع بالشخصية المعنوية والاستقلال المالي، وفق للمرسوم التنفيذي رقم (01-279) المؤرخ في 30 جمادى الثانية عام 1422 الموافق لـ: 30 سبتمبر 2001 وحدد عدد معاهد ب 2 :
- معهد العلوم والتكنولوجيا.
- معهد العلوم القانونية.

تم تعديل المرسوم التنفيذي أعلاه بمرسوم تعديلي ومتمم رقم (06-282) المؤرخ في 21 رجب عام 1427 الموافق لـ: 16 أوت 2006 المعدل والمتمم.
حدد عدد المعاهد التي يتكون منها المركز الجامعي سوق أهراس واختصاصها كمايلي:
- معهـد العلوم والتكنولوجيا
- معهـد العلوم القانونية والإدارية
- معهـد الآداب والغات
- معهـد العلوم الاقتصادية والتجارية وعلوم التسيير
- معهـد علوم الطبيعة والحياة.

وحددت عدد الكليات والمعاهد التي تتكون منها جامعة محمد الشريف مساعدية سوق أهراس كمايــلي:
- كلية العلوم والتكنولوجيا
- كلية علوم الطبيعة والحياة
- كلية الآداب واللغات
- كلية العلوم الاجتماعية والإنسانية
- كلية العلوم الاقتصادية والتجارية وعلوم التسيير
- كلية الحقوق وعلوم السياسية
- معهـد العلوم الفلاحية والبيطرية
- معهـد علوم وتقنيات النشاطات البدنية والرياضية
- جامعة التكوين المتواصل (UFC)
- ملحقة الطب (2024)

## الإقامات الجامعية
- الإقامة الجامعية مريس - 2- ذكور
- الإقامة الجامعية مريس - 3- إناث
- الإقامة الجامعية مريس - 4- إناث
- الإقامة الجامعية طاغاست - إناث

الإقامة الجامعية تاورة مختلطة

## أتفاقيات وتوأمة
- إيطاليا - جامعة نابولي فيدريكو الثاني[5]

## وصلات خارجية
- الموقع الرسمي للجامعة
- الموقع الرسمي للخدمات الجامعية